# Konkordát
Konkordát (lat. concordatum souhlas, úmluva) je mezinárodní smlouva uzavřená mezi Svatým stolcem a jiným státem, která většinou řeší práva, záležitostí a svobody vyznání pro katolickou církev v daném státě. Jiným druhem ujednání mezi státem a Svatým stolcem je neformální modus vivendi, které však není pojmem mezinárodního práva a nepodléhá ratifikaci. Konkordát bývá označován za opak rozluky církve se státem.
Uzavření konkordátu je projevem nejvyšší úrovně mezinárodní spolupráce mezi státem a Svatým stolcem. Římskokatolická církev, reprezentovaná Svatým stolcem, jeho uzavřením typicky získává privilegované právní postavení mezi ostatními církvemi. Podle údajů Svatého stolce je nyní na světě v platnosti 44 obecných konkordátů (obecných smluv o úpravě vzájemných vztahů), z toho 15 v Evropě (z toho 14 ve formě podléhající ratifikaci: Albánie, Andorra, Rakousko, Bosna a Hercegovina, Německo, Itálie, Lotyšsko, Monako, Černá Hora, Polsko, Portugalsko, San Marino, Slovensko a Slovinsko).  Občas je mylně uváděno, že Česko je jednou z posledních evropských zemí, která nemá konkordát či obdobnou smlouvu; to je však v rozporu s údaji Svatého stolce. S některými státy má Svatý stolec uzavřena ujednání na nižší úrovni o dílčí spolupráci (na světě celkem 5), případně určité dohody převážně technického charakteru související s uznáním Svatého stolce jako subjektu mezinárodního práva (na světě celkem 15), nemají však formu obecného konkordátu.
Uzavírání konkordátů bývá někdy kritizováno, neboť římskokatolická církev, ztělesněná Svatým stolcem (zvláštní subjekt mezinárodního práva, nezaměňovat se státem Vatikán), je v konkordátu postavena na roveň státu, jako jeho suverénní rovnocenný partner a získává v něm vnitrostátně privilegované postavení. To může být vnímáno jako problematické, protože římskokatolická církev si formálně nárokuje nadřazenost svého církevního práva při konfliktu se světským právem. Konkordát jako mezinárodní smlouva mívá v řadě právních systémů přednost před zákony (tak by tomu bylo po ratifikaci v České republice), což se může projevit do řešení některých citlivých právních případů, a ohrožovat princip sekularity státu. Konkordát navíc z titulu smluvní strany umožňuje Svatému stolci vyjadřovat se oficiální diplomatickou cestou k některým citlivým vnitrpolitickým otázkám, např. v oblasti antidiskriminačního práva nebo potratů.
Za trvání Československa konkordát uzavřen nebyl, a to mj. pro nesouhlas prezidenta Masaryka; sjednán byl pouze modus vivendi. Po vzniku České republiky byl konkordát sjednán, ale Poslanecká sněmovna výraznou většinou zamítla jeho ratifikaci. Bylo poukazováno, že Česká republika nemá žádný důvod jej uzavírat a že smlouva je plně jednostranná, poskytující výhody pouze církvi, a že tedy jde o zcela jednostranné omezení suverenity. Pochybnosti o uzavření smlouvy vznesli i představitelé ekumenické rady církví, neboť římskokatolická církev by získala privilegované postavení. K vyjednávání smlouvy se znova vrátila vláda Petra Fialy, který se ve své akademické tvorbě intenzivně věnoval vztahu státu a římskokatolické církve.

## Konkordáty v Evropě
Konkordátní smlouvy v minulosti směřovaly k řešení konfliktů mezi soupěřící světskou a církevní mocí (viz též hesla Boj o investituru, Wormský konkordát, apod.). Řada konkordátu byla přijata v 19. století na pozadí sporů o sekularizaci státu a politický vliv církve, počínaje francouzským konkordátem (1801) (zrušen v roce 1905 zákonem o oddělení státu a církve; papež zákon v encyklice Vehementer nos tvrdě odsoudil jako protiprávní). Konkordát pro Rakouské císařství, platný i pro české země, byl přijat za bachovského neoabsolutismu roku 1855. Dostal se ale do silného napětí s Prosincovou ústavou 1867, a následně ho v roce 1870 Rakousko-Uhersko jednostranně vypovědělo (pak byl odstraněn ze sbírky zákonů); církev ale trvala na tom, že konkordát je pořád platný.
V 1. polovině 20. století se uzavíráno konkordátů stalo předmětem významných politických sporů (v Německu se spor o roli a postavení církve táhl od jeho sjednocení, v kontextu tzv. Kulturkampf). Významnou část současných evropských konkordátu tvoří konkordáty z tohoto období (bývají spojovány s politiky jako Mussolini, Dollfuss, Hitler, Salazar či Franco, kteří se o ně zasadili), popř. konkordáty se státy, jež v tomto období konkordát uzavřely a posléze je nahradily novou verzí. Některé jiné státy v tomto období konkordát sjednat odmítly, např. Československo (viz níže) nebo Irsko.
V současnosti má se Svatým stolcem uzavřený a ratifikovaný konkordát celkem 14 evropských států:
- Lotyšsko uzavřelo konkordát v roce 1922;[25] šlo o jednu z prvních mezinárodních smluv, kterou Lotyšsko uzavřelo, a tedy i důležité symbolické potvrzení jeho zpochybňované státnosti.[26] Nový konkordát byl uzavřen v roce 2000.[27]
- Polsko uzavřelo konkordát v roce 1925 (v návaznosti na ústavu z roku 1921, která římskokatolické církvi přiznávala speciální postavení), ale po 2. světové válce ho prohlásilo za neplatný.[28] Nový konkordát byl uzavřen v roce 1993 (ratifikován 1998).[29]
- Itálie uzavřela konkordát v roce 1929 za vlády Benita Mussoliniho, a to po několika dekádách sporů o řešení „římské otázky“ (od sjednocení Itálie roku 1870).
- Rakousko uzavřelo konkordát v roce 1933 za vlády Engelberta Dollfusse.[30]
- Německo uzavřelo konkordát v roce 1933 za vlády Adolfa Hitlera.
- Království Jugoslávie uzavřelo konkordát v roce 1935 za vlády Bogoljuba Jevtiće.[31] Diplomatické vztahy mezi nástupnickou Socialistickou federativní republikou Jugoslávie a Svatým stolcem byly v letech 1952-1967 přerušeny.[32] Slovinsko uzavřelo nový konkordát v roce 2001,[33] Bosna a Hercegovina v roce 2006 a Černá Hora v roce 2011.[34][35]
- Portugalsko uzavřelo konkordát v roce 1940 za vlády António de Oliveira Salazara.[36] V roce 2004 byl konkordát nahrazen novou verzí.[37]
- Monako uzavřelo konkordát v roce 1981, v návaznosti na dohodu z roku 1887.[38]
- San Marino uzavřelo konkordát v roce 1992.[39]
- Slovensko uzavřelo konkordát v roce 2000 za vlády Mikuláše Dzurindy.[40]
- Albánie uzavřela konkordát v roce 2002.[41]
- Andorra, jejíž spoluhlavou státu je biskup urgelský, uzavřela konkordát v roce 2008.[42]

Řada evropských států konkordát se Svatým stolcem nemá. Některé s ním nemají vůbec žádné dohody, ani dílčího či ryze technického charakteru (např. Belgie, Dánsko, Finsko, Řecko, Island, Irsko, Lichtenštejnsko, Lucembursko, Nizozemsko, Norsko, Ukrajina či Spojené království).
Jiné státy však se Svatým stolcem mají dohody, které nelze kategorizovat jako konkordát (smlouvu komplexněji řešící vztahy církve a státu s významnějšími právními dopady), ale jedná se o nižší formu spolupráce. Svatý stolec je chápe jako dílčí dohody o spolupráci či dohody o zvláštních otázkách (technického charakteru).
Celkem 6 evropských států má se Svatým stolcem uzavřeny dohody o vzájemné spolupráci, které řeší jen dílčí otázky a obsahově nemají povahu konkordátu:
- Španělsko uzavřelo konkordát v roce 1953 za vlády Francisco Franca. V souvislosti s přechodem k demokracii po Francove smrti byl konkordát v letech 1976 a 1979 nahrazen a nyní platí pouze dohody dílčího charakteru.[43]
- Malta, kde má své exteritoriální území církevní Řád maltézských rytířů, má se Svatým stolcem dílčí dohody z let 1985-1993.[44]
- Maďarsko má se Svatým stolcem pouze dílčí dohody z let 1990-1997.[45]
- Chorvatsko má na se Svatým stolcem pouze dílčí dohody z roku 1997 (na rozdíl od výše uvedených nástupnických států Království Jugoslávie, které uzavřelo konkordát v roce 1935).[46]
- Estonsko má se Svatým stolcem obdobu konkordátu z roku 1999, který však nepodléhá ratifikaci a byl přijat formou verbální nóty.[47]
- Litva uzavřela konkordát v roce 1927;[48] tehdy šlo o důležitý symbolický krok v kontextu její zpochyňované státnosti.[49] Nyní jsou však v platnosti pouze dílčí dohody z roku 2000 a 2012.[50]

Celkem 5 evropských států má se Svatým stolcem zvláštní dohody technického charakteru:
- Francie uzavřela konkordát v roce 1801 za vlády Napoleona Bonaparta. V roce 1905 byl však konkordát zrušen (s výjimkou Alsaska-Lotrinska, které v letech 1871-1918 patřilo Německu) v souvislosti se zákonem o oddělení státu a církve.[20] Nyní má Francie se Svatým stolcem dohody o uznávání vysokoškolských kvalifikací a o správě římského kostela Trinità dei Monti.[51]
- Rusko se Svatým stolcem v roce 2017 uzavřelo dohodu o bezvízovém styku pro držitele diplomatických pasů.[52]
- Srbsko má se Svatým stolcem dohodu o uznávání vysokoškolských kvalifikací z roku 2014.[53]
- Švýcarsko má se Svatým stolcem dohody o vymezení diecézí.[54]
- Švédsko ve stručné diplomatické korespondenci v roce 2001 odpovědělo kladně na výslovný dotaz Svatého stolce, zda považuje římskokatolickou církev registrovanou podle švédského práva za součást univerzální římskokatolické církve reprezentované Svatým stolcem jako subjektu mezinárodního práva.[55] Svatý stolec tuto kladnou odpověď zařadil na svůj seznam zvláštních dohod.[56]

## Situace v České republice a na Slovensku a její historické pozadí

### Od vzniku Československa do konce druhé světové války – uzavřenímodu vivendi(1927/1928), pokus o konkordát v Slovenském státě
V Československu byly po roce 1918 zpočátku vztahy mezi státem a katolickou církví velmi napjaté, což vyvrcholilo roku 1925 Marmaggiho aférou. Po uklidnění situace došlo na přelomu let 1927 a 1928 k uzavření politické dohody se Svatým stolcem v podobě tzv. modu vivendi (nejednalo se o mezinárodní smlouvu). Důvodem byl mj. odmítavý postoj prezidenta Masaryka k uzavření konkordátu, přičemž bez něj by nebylo možné konkordát ratifikovat. Tato politická dohoda byla podepsána 17. prosince 1927, schválena v ministerské radě (na rozdíl od konkordátu, který musí být ratifikován hlavou státu po schválení zákonodárným sborem) 20. ledna 1928 a vstoupila v platnost výměnou reverzálních (oboustranných) nót československého ministra zahraničních věcí z 29. ledna 1928 a státního sekretáře dne 2. února 1928.[zdroj?]
Po rozpadu Československa byla druhá republika již v březnu 1939 okupována nacisty, a tak v Protektorátu Čechy a Morava nebylo možné modus vivendi dále uplatňovat.[zdroj?] Slovenský stát oproti tomu byl de facto i de iure uznán Svatým stolcem.[zdroj?] V letech 1943–1944 byl ve Slovenském státě učiněn neúspěšný pokus uzavřít konkordát se Svatým stolcem, jeho text již byl ze strany Slovenského státu vypracován.[zdroj?]

### Od konce druhé světové války do roku 1989
Modus vivendi začal být po skončení druhé světové války znovu uplatňován.[zdroj?] Brzy po Únoru 1948 však bylo jasné, že tomu tak nebude nadlouho. Svatý stolec s odvoláním na provedenou pozemkovou reformu prohlásil, že se necítí být vázán Modem vivendi, což potvrdil jmenováním olomouckého arcibiskupa Josefa Matochy 3. května 1948 bez předběžných konzultací s vládou, během dalších jednání mezi biskupy a vládou však na modus vivendi bylo vícekrát poukazováno jako na závazný.[zdroj?]
Po neúspěchu jednání došlo k vydání zákona č. 218/1949 Sb., o hospodářském zabezpečení církví a náboženských společností, který ve svých závěrečných ustanoveních ruší všechnu dosavadní legislativu pro vztahy státu a církví (aniž výslovně jmenuje modus vivendi).[zdroj?]

### Československo v letech 1990–1992
Po sametové revoluci roku 1989 bylo při politických jednáních  konstatováno, že dostatečnou právní základnou se jeví mezinárodní smlouvy a deklarace lidských a občanských práv a že není třeba se vracet k rámcové a již překonané (obsoletní) smlouvě z dvacátých let.[zdroj?] Současně bylo čl. 2 odst. 1 Listiny základních práv a svobod zakázáno, aby se stát vázal na náboženské vyznání. Došlo tak na základě shody mezi Československem a Svatým stolcem mlčky ke zrušení modu vivendi, též na základě uplatnění klauzule rebus sic stantibus.[zdroj?] Po rozpadu federace a vzniku dvou samostatných států – České republiky a Slovenské republiky – k 1. lednu 1993 se oba státy vydaly poněkud odlišnou cestou.[zdroj?]

### Slovenská republika od roku 1993 dodnes
Po vytvoření stabilnější vládní koalice roku 1998 došlo k rozhodnutí řešit vztahy s katolickou církví i ostatními církvemi a náboženskými společnostmi smluvní cestou. Výsledkem bylo uzavření a rychlá ratifikace základní smlouvy v roce 2000 a posléze jejího protějšku s dalšími církvemi a náboženskými společnostmi v roce 2002.[zdroj?] Dále byly podepsány a ratifikovány navazující dílčí smlouvy: roku 2002 o duchovní službě v ozbrojených silách a sborech (se svým protějškem pro další církve a náboženské společnosti v roce 2005) a roku 2004 o spolupráci v oblasti výchovy a vzdělávání (současně velmi podobné dohody s dalšími církvemi a náboženskými společnostmi), který byl po ratifikaci smluv se Svatým stolcem brzy schválen parlamentem.[zdroj?] Roku 2005 pokročily do finální fáze přípravy textu opět dvou smluv (jedna se Svatým stolcem, druhá s dalšími církvemi a náboženskými společnostmi) ohledně uplatňování práva na výhrady ve svědomí; protože premiér Vladimír Dzurinda a začátku roku 2006 oznámil, že jeho strana nebude podporovat kladné projednání těchto návrhů ve vládě, došlo k rozpadu vládní koalice a předčasným volbám, po nichž je další projednávání těchto smluv zablokováno. Dále se očkává jednání o majetkové smlouvě.[zdroj?]

### Česká republika od roku 1993 dodnes
V České republice došlo za vlády Miloše Zemana (1998–2002) k rozhodnutí postavit vztahy mezi státem a katolickou církví, a tím i její právní situaci na stabilnějším základě. Na základě toho došlo v červenci roku 2002 ke sjednání rámcové smlouvy o vzájemných vztazích. Poslanecká sněmovna Parlamentu České republiky však v květnu 2003 návrh smlouvy zamítla (hlasy 110 proti 39 poslanců).
Předseda vlády Petr Fiala se Svatým stolcem uzavřel nově sjednanou smlouvu dne 24. 10. 2024, a to jako tzv. prezidentskou smlouvu, která vyžaduje ratifikaci prezidentem po souhlasu Parlamentu. Smlouva byla vzápětí předložena Parlamentu jako sněmovní tisk 844. Senát s její ratifikací vyslovil souhlas dne 23. 1. 2025, Poslanecká sněmovna s konkordátem souhlasila 6. 3. 2025.

### Kritika přijetí konkordátu v roce 2025
Návrh konkordátu mezi Českou republikou a Svatým stolcem se ke konci roku 2024 stal předmětem politické kontroverze. Kritici argumentují, že Česká republika takovou smlouvu nepotřebuje, předně nemá žádný důvod ji uzavírat, a že jde o podporu konzervativní církevní hierarchii a popření principu sekularismu. Často bývá v této souvislosti zmiňován názor prvního československého prezidenta Tomáše G. Masaryka a skutečnost, že řada států, včetně těch s historicky silnou katolickou tradicí, konkordát nemá (Česká republika je  jedním z nejvíc ateistických států). Není důvod, aby měla privilegované vztahy (na úrovni mezinárodního práva) s jednou církví a přiznávala jí zvláštní právní výhody. Byly proto použity i ústavněprávní námitky, hlavně kvůli článku 2 odstavec 1 Listiny základních práv a svobod, který zakazuje státu „vázat se na náboženské vyznání“, zatímco některé jiné země, kterými bývá argumentováno (Německo, Polsko), mají z historických důvodů ve svých ústavách zakotven mnohem užší vztah státu a církve. Senátor Václav Láska oznámil záměr nechat konkordát přezkoumat Ústavním soudem. Některé státy se konkordátů v minulosti vzdaly z důvodu prosazování sekularismu (např. Francie či Španělsko), mnohé je vůbec nepřijaly a některé neuznávají Svatý stolec jako subjekt mezinárodního práva (a evropské státy bez historické tradice konkordátů nové konkordáty v posledních dekádách skoro vůbec neuzavírají). Pochybnosti o smlouvě vyjádřili profesoři Filip Křepelka a Veronika Bílková.
Mezi často zmiňované výhrady patří tvrzení, že konkordát představuje významný zásah do suverenity státu, který je navíc úplně jednostranný (na rozdíl od dříve přijímaných konkordátů, kdy stát v době vlivné církve získával možnost mluvit do jmenování biskupů a hranic biskupství). Výhody, jež by měl konkordát státu přinést, žádné nejsou. Například argument, že smlouva umožní státu přístup do církevních archivů, byl zpochybněn s tím, že dosud se přístup k archivním materiálům na území České republiky řídil výhradně jejím právem; nově by poskytování archivních materiálů mohlo podléhat podmínkám stanoveným církví - nejde tak vůbec o výhodu pro stát, ale o jeho omezení. Bylo kritizováno také to, že církevní právnické osoby si budou moct nárokovat peníze od České republiky, ale ta je zároveň nebude moct regulovat. Konkordát by také mohl díky nezávislosti církevních právnických osob usnadnit převádění majetků mimo dohled státu.
Nejvíc diskutovaným tématem se stalo zpovědní tajemství, jeho rozšíření na pastorační pracovníky a jeho absolutní povaha, která zatím v českém právním řádu neměla obdobu.[chybí lepší zdroj] Smlouva totiž bude mít přednost před českými zákony. Smlouva tak "zabetonuje" v těchto otázkách český právní řád a poslanci ho nebudou moct později měnit. Oběti církevního zneužívání napsaly i petici. Kritizovány byly i další aspekty smlouvy, včetně toho, že její ustanovení se budou vztahovat i na jiné církve, což by mohlo vést třeba k pro stát povinnému právnímu uznání sňatků podle práva šaría nebo garantování absolutního zpovědního tajemství dalším církvím.[chybí lepší zdroj] Pochybnosti o konkordátu vyjádřily i některé římskokatolické osobnosti, např. kněz Tomáš Petráček.
Vyjádření ČBK
V reakci na nevoli části veřejnosti vydala ČBK (Česká biskupská konference) dne 25. 2. 2025 prohlášení, ve kterém upozorňuje, že redukce smlouvy pouze na otázku týkající se zpovědního tajemství a sexuálních deliktů zastírá její hlavní cíl - ochranu náboženských práv, zejména pro osoby v obtížných životních situacích (např. hospitalizovaní, vězni).
Autoři vyjadřují pochopení pro veřejné rozhořčení, zejména v souvislosti sexuálního zneužívání v církvi. Odsuzují tyto činy jako nepřijatelné a přiznávají, že reakce církve nejsou vždy dostatečné, i když ne ze zlé vůle, ale z nedostatku zkušeností. Hlásí se k postoji papeže Františka a usilují o to, aby církev byla bezpečným místem a pachatelé byli řádně potrestáni ve spolupráci s orgány činnými v trestním řízení.
Zároveň ale odmítají spojování těchto problémů se zpovědním tajemstvím, které podle nich není privilegiem církve, ale ochranou věřících a jejich svobody. Vnímají veřejnou kritiku jako signál ztráty důvěry v církev a chtějí jí naslouchat a brát si z ní poučení.
Organizace Pro čistou církev, která se věnuje obětem církevního zneužívání, se proti vyjádření ČBK ohradila.

## Druhy konkordátních smluv

### Rozdělení konkordátních smluv podle obsahu
Dělení konkordátních smluv podle obsahu je zpracováváno naukou. Toto dělení není v odborné literatuře jednotné, ale přesto lze konstatovat toto rozdělení:[zdroj?]
- jedna smlouva (konkordáty ve vlastním (úzkém) slova smyslu) – Obsahují relativně podrobnou regulaci všech či takřka všech oblastí společného zájmu, takže doplnění dalšími dílčími smlouvami je tu spíše výjimkou; dílčí smlouvy jsou později užívány především pro modifikaci předchozího konkordátu.
- komplementární soubor rovnocenných dílčích smluv – Smluvní ujednání obsahující podrobnou regulaci všech či takřka všech oblastí společného zájmu, ale nikoli v jedné smlouvě, nýbrž v několika formálně na sobě nezávislých, ale komplementárně se doplňujících dílčích smlouvách. Jako výchozí mezi nimi vždy figuruje smlouva o právních otázkách. Většinou však tyto dílčí smlouvy bývají dojednávány, podepsány a ratifikovány společně, takže od počátku tvoří jeden celek.
- dílčí smlouvy – Regulují pouze vybranou oblast společného zájmu, nejčastěji oblast školství, manželství a výchovy, oblast majetkovou či nemálo významnou oblast právního postavení katolické církve a jejích právnických osob ve státě. V postkomunistických státech se objevují často v nových německých spolkových zemích, a to jak ve věci úpravy diecézní struktury, tak ve věci vysokého školství.
- základní smlouva a na ni navazující dílčí smlouvy – Jde o modifikovanou kombinace konkordátu a dílčích smluv. Zásadní smlouvou je základní smlouva, která je sice relativně široká ohledně zahrnutých oblastí společného zájmu, ty však obvykle neřeší do podrobností, jaké jsou obvyklé v konkordátech v úzkém slova smyslu. Na tuto smlouvu navazuje (či má navazovat) řada dílčích smluv, na které text základní smlouvy explicitně odkazuje (formou blanketového odkazu). Tvoří tak pyramidální model více smluv, jehož základem je bezesporu základní smlouva (italsky accordo di base). Jednání jde cestou konvergence stanovisek obou stran; v případě nenalezení dostatečné shody na konkrétním řešení či potřeby dopracovat podrobné řešení je přijat tzv. princip deblokace – v dané záležitosti se dohodnou zásady (principy) řešení, které se včlení do textu smlouvy, zatímco na podrobnějšího řešení ukazuje blanketový odkaz na budoucí dílčí smlouvy. V postkomunistických státech se toto pojetí uplatňuje jednoznačně v případě Slovenska a Bosny a Hercegoviny, s výhradami v případě návrhu smlouvy s Českou republikou.[zdroj?]

### Rozdělení konkordátních smluv podle formy uzavření
- slavnostní formou – Smlouva je uzavřena podpisem zplnomocněných zástupců (zpravidla spojených s diplomatickou pompou), po němž následuje ratifikace smlouvy, zpravidla nejvyššími představiteli smluvních stran (nejdříve hlavou státu, většinou po souhlasu parlamentu, pak papežem). Viz Vídeňská úmluva o smluvním právu (1969) v čl. 14 a čl. 16.
- zjednodušenou formou – Výjimečně jsou smlouvy uzavírány zjednodušenou formou, viz Vídeňská úmluva o smluvním právu (1969) v čl. 12 a 13:
  - buď společným podpisem, ale bez ratifikace – to se stalo v případě smlouvy o znovunavázání diplomatických styků s Maďarskem (1990)[zdroj?]
  - anebo jen oddělenými podpisy (tedy bez společného oboustranného podpisu textu), často také výměnou diplomatických nót obsahujících shodný text ujednání neboli smlouvy. V postkomunistických státech se tento způsob uplatnil pouze při smlouvě s Estonskem (1998/1999); byl uplatněn při sjednání modu vivendi s Československem v roce 1928.[zdroj?]

### Dělení v České republice – prezidentské, vládní a resortní smlouvy
V České republice k tomuto všeobecně přijímanému rozdělení přistupuje podle rozhodnutí prezidenta republiky č. 144/1993 Sb., o sjednávání mezinárodních smluv, členění mezinárodních smluv na smlouvy prezidentské, vládní a resortní. Zde se zmocňuje, ovšem s výhradou jiného rozhodnutí v jednotlivých případech:
1. resortní smlouva – člen vlády pověřený řízením příslušného ministerstva nebo jiného ústředního orgánu státní správy, a to se souhlasem vlády, ke sjednání a schvalování mezinárodních smluv dvoustranných a mezinárodních smluv mnohostranných, které svým významem nepřesahují rámec působnosti ústředních orgánů státní správy, přístup k nim a jejich přijetí, a to bez souhlasu parlamentu
2. vládní smlouva – vláda ke sjednání a schvalování mezinárodních smluv dvoustranných a mezinárodních smluv mnohostranných, které svým významem přesahují rámec působnosti ústředních orgánů státní správy, přístup k nim a jejich přijetí, a to bez souhlasu parlamentu
3. prezidentská smlouva – v ostatních případech zůstává k sjednání a schválení smluv oprávněn prezident republiky, a to se souhlasem parlamentu. Do tohoto typu smluv spadají také konkordátní smlouvy

### Rozdělení konkordátních smluv podle formy zpracování

#### Jazyková stránka smlouvy
Do začátku 20. století byly konkordátní smlouvy zpravidla sestaveny v jediném oficiální jazyku. Zprvu to byla latina (s výjimkami pro románsky mluvící země), počátkem 20. století (od pontifikátu sv. Pia X. do pontifikátu papeže Pia XI.) jednoznačně převládala francouzština.[zdroj?]
Zároveň však již od 20. let 20. století, a to především s německy mluvícími zeměmi, začíná dnes nejčastější dvojjazyčné vypracování smlouvy – obvykle jedním z jazyků bývá italština. Zpočátku bývalo stanoveno, že v případě divergence textu má jedno jazykové znění přednost, od poloviny 20. století převládá praxe, že obě znění smlouvy jsou stejně autentická a závazná. Tento dvojjazyčný způsob s dominancí italštiny jako druhého oficiálního jazyka převládá dodnes, a to i pro smlouvy s zeměmi mluvícími jiným románským jazykem. Spíše výjimečně je jako druhý jazyk kromě jazyka daného státu užita angličtina, na přelomu 20. a 21. století se někdy dokonce angličtina užívá jako jediný oficiální jazyk smlouvy.[zdroj?]
Výjimkou je vypracování smlouvy ve více než dvou jazycích – takto je zveřejněna smlouva s Kazachstánem: anglicky, kazašsky a rusky; to však vede k nebezpečí nepříjemných rozdílů při interpretaci smlouvy (dle ustanovení smlouvy samotné má při konvergenci přednost anglické znění).[zdroj?]

#### Jednota či rozdělenost textu smlouvy
Klasická forma konkordátu: konkordát je koncipován jako jednolitý souvislý text členěný na články, články se výjimečně spojují do částí a/nebo hlav. K takovému textu mohou být – pokud je to třeba – přidány přílohy, zpravidla výčtového charakteru, které sice se smlouvou tvoří celek, ale nebývají publikovány v Acta Apostolicæ Sedis.[zdroj?]
Konkordáty s německými zeměmi v meziválečném období (poprvé v konkordátu s Pruskem roku 1929) se vyznačují novým způsobem konstrukce: základní text smlouvy doplněný dodatkovým protokolem. Dodatkový protokol je připojen přímo ke smlouvě a tvoří s ní nedílný celek, a proto je také vždy publikován v Acta Apostolicæ Sedis. Tento způsob je u německy mluvících zemí používán dodnes. Kromě německy mluvících zemí byl v nedávné době dodatkový protokol užit v majetkové smlouvě s Maďarskem (1997), kde slouží k vyjasnění záležitostí technického charakteru: definice progresivní daně z příjmu a stanovení způsobu výpočtu státní subvence pro církevní právnické osoby vykonávající veřejně prospěšnou službu. Zcela výjimečným způsobem byl užit dodatkový protokol v případě Základní smlouvy s Bosnou a Hercegovinou (2006/2007), kde bylo z důvodů církevně-politických třeba vyjasnit způsob specifikace církevního majetku určeného pro restituci a samotný způsob jejího provedení (fyzická restituce či finanční náhrada) ještě před projednáním návrhu smlouvy v parlamentu. Zatímco samotný text smlouvy byl podepsán 19. dubna 2006, dodatkový (a v tomto případě vyjasňující) protokol byl podepsán 29. září 2006, a to opět jako nedílná součást smlouvy samé.[zdroj?]

## Předmět konkordátních smluv

### Obecné zásady institucionálních vztahů mezi státem a katolickou církví

#### Vzájemné uznání státu a Svatého stolce
Nemalá část konkordátních smluv obsahuje explicitní vyjádření vzájemného uznání státu a Svatého stolce za subjekty mezinárodního práva, přičemž tu může být i zakotvena existence a stupeň diplomatických vztahů.

#### Garance zásady náboženské svobody, autonomie a nezávislosti státu a církve
Garance uznávání zásad náboženské svobody, autonomie a nezávislosti státu a církve je stabilním obsahem konkordátních smluv od II. vatikánského koncilu (1962–1965), aniž však obsahují garanci privilegovaného postavení katolické církve. Texty obsahující tuto garanci se zpravidla nacházejí v preambuli konkordátní smlouvy, přičemž se Svatý stolec obvykle odvolává na učení II. vatikánského koncilu a kanonické právo, stát pak na svůj ústavní pořádek, příp. též na mezinárodní právo.

#### Zdůraznění zásady spolupráce
Taktéž obvykle v preambuli se obě smluvní strany zavazují ke vzájemné spolupráci za účelem společného dobra jedince i společnosti, někdy je tato spolupráce a její dobré rozvíjení deklarována jako cíl konkordátní smlouvy.

#### Ujednání ohledně postavení a působení církve v jednotlivých oblastech

##### Autonomie katolické církve
Autonomii církve zakotvují zpravidla ustanovení ohledně specifikace postavení katolické církve a jejích právnických osob ve státě, svobody zakládání a změn církevních struktur, svobody mezinárodních kontaktů a možnost vzniku církevních sdružení a dalších institucí.[zdroj?]

##### Svobodné veřejné působení katolické církve
V ustanoveních konkordátních smluv garantujících svobodné veřejné působení církve se hovoří zpravidla o bohoslužbě, učení a o charitativní a sociální službě, včetně vytváření potřebných struktur. Jde zpravidla o dost dlouhé úseky textu.[zdroj?]

##### Duchovní služba ve veřejných zařízeních
Ustanovení smluv ohledně duchovní služby ve veřejných zařízeních se týká především těch institucí, kde je znemožněn nebo ztížen volný pohyb osob: vězení, vojsko, policie, nemocnice a zařízení sociálních služeb. Klasicky jsou tyto služby označovány jako služby ve veřejném zájmu, proto bývá součástí těchto ustanovení také specifikace míry podílu státu na finančním zajištění těchto služeb.[zdroj?]

##### Ochrana manželství a rodiny
V oblasti manželství a rodiny se zpravidla jedná o ustanovení ohledně uznání civilních účinků kanonicky uzavřeného manželství, míry dopadu rozhodnutí církevních autorit ohledně platnosti a rozvázání manželství do civilního práva, příp. též závazek spolupráce ve prospěch manželství a rodiny. Do této oblasti spadá také uznání primárního práva rodičů na výchovu dětí.[zdroj?]

##### Oblast vzdělání a výchovy
Rozsáhlou oblast vzdělání a výchovy lze rozdělit na regulaci míry působení církve ve veřejném školství a na oblast církevního školství. Ve veřejném školství se zpravidla jedná o výuku náboženství ve veřejných školách, předškolních a školských zařízeních a v novějších konkordátních smlouvách také o míru vytváření prostoru pro mimoškolní nábožensko-vzdělávací aktivity církve. Bývá tu věnována nemalá pozornost také finančním otázkám.[zdroj?]
V oblasti církevního školství jde především o regulaci míry svobody církve ve vytváření vlastních škol a školských zařízení, o právním postavení těchto institucí ve státě (zvl. otázka veřejného uznání církevních škol či práva veřejnosti) a otázky spojené s jejich financováním. Zvlášť výraznou oblastí církevního školství jsou vysoké školy, a to jak teologického směru (teologické fakulty a instituce pro výchovu učitelů náboženství), tak všeobecného zaměření (především katolické univerzity). Předmětem regulace je postavení těchto škol, uznání jejich diplomů a jimi udělovaných gradů, řízení škol vzhledem ke kanonickým předpisům (včetně otázek personálních) a také míra finančního podílu státu na chodu těchto škol. Specifikem více smluv, především v německém jazykovém prostoru, je smluvní regulace existence a postavení teologických fakult na státních univerzitách.[zdroj?]

##### Oblast kultury
V rámci ustanovení týkajících se oblasti kultury bývá regulována především otázka sdělovacích prostředků (přístup církve do veřejných sdělovacích prostředků a církevní sdělovací prostředky) a otázky spojené s ochranou movitých i nemovitých kulturních památek a archivů (výjimečně i knihoven) ve vlastnictví církve. Především s oblastí péče o kulturní památky jsou spojena mnohá majetková ustanovení.[zdroj?]

##### Majetkové právo
Předmětem smluvních ustanovení v oblasti majetkové bývá regulace postavení církevních právnických osob vzhledem k vlastnictví, držbě a zcizování (alienaci) majetku a právní regulace způsobů financování církve, v nichž je patrná velká variabilita.[zdroj?]
V zemích, kde docházelo k protiprávnímu vyvlastnění církevního majetku, jsou rozdílnými způsoby řešeny otázky spojené s restitucí majetku a kompenzací nerestituovaného majetku.[zdroj?]

## Poslání konkordátních smluv

### Od gregoriánské reformy do konce středověku
Konkordátní smlouvy směřovaly k pokojnému (a zároveň kompromisnímu) řešení konfliktů mezi světskou a církevní mocí. Proto jsou často nazývány concordata pacis. Z tohoto schématu vybočovaly konkordátní smlouvy uzavřené na kostnickém koncilu (1414–1418), jejichž účelem bylo zabezpečení provádění potřebné církevní reformy po skončení období papežského schismatu.[zdroj?]

### Od protestantismu do francouzské revoluce
Konkordátní smlouvy byly uzavírány s katolickými vládci. Jejich posláním již nebylo především řešení konkrétních konfliktů, ale obecné vymezení kompetencí mezi světskou a církevní mocí, které mělo sloužit pokojnému soužití a spolupráci obou mocí; bývaly nazývány concordata amicitiæ. Obsahovaly mnoho kompromisů, především velké množství privilegií udělených monarchům, kteří se na základě jurisdikcionalismu neboli supremace státní moci nad církevní snažili co nejvíce ovládat církev na svém území; na druhé straně se světská moc často zavazovala k ochraně působení církve, v tom i k finanční podpoře související s nemožností úplné restituce dříve uchváceného církevního (především nemovitého) majetku.[zdroj?]

### Od francouzské revoluce do konce první světové války
Rozšiřuje se rozsah států, s nimiž jsou uzavírány konkordátní smlouvy, především na země nemající katolickou většinu obyvatel. Uzavírání konkordátních smluv často směřuje ke snaze uchovat a garantovat svobodu pro působení a život církve, a to za cenu udílení privilegií vládcům; bývají nazývány concordata defensionis.[zdroj?]

### Po první světové válce do současnosti
Nepřestala být uzavírána concordata defensionis, ale přibyl výrazný prvek: potřeba moderní regulace vztahů církev – stát v silně změněných podmínkách, a to jak vzrostem počtu demokratických států (z nichž některé, především Německo, se prohlásily za nábožensky neutrální), tak také totalitních států. Zároveň jsou zavírány konkordátní smlouvy se zeměmi s většinou obyvatelstva jiného než katolického vyznání. V textu smluv se znatelně ukazuje důraz na vzájemnou spolupráci i řešení konkrétních problémových okruhů. Z hlediska převažující doktríny církve se s tím pojilo vzájemné poskytování privilegií, což souviselo s důrazem na nauku o církvi jako dokonalé společnosti a s teorií prostředeční moci církve v oblasti dočasných skutečností (teoria potestatis indirectæ Ecclesiæ in temporalibus). V katolických státech to bylo často spojeno s konfirmací privilegovaného postavení katolické církve vůči ostatní církvím a náboženským společnostem.[zdroj?]
II. vatikánský koncil značně změnil pohled na vztahy církve a státu především díky rozvoji chápání náboženské svobody: respektování náboženské svobody pro všechny (nejen pro katolíky), vzájemná spolupráce státu a církve v prospěch občanů i státu. Důsledek: uzavírání konkordátních smluv nového typu a obsahu i revize dosavadních smluv, v nichž bylo kodifikováno privilegované postavení katolické církve, a to na popud církve samotné.[zdroj?] Přestává tak být rozhodující hledisko reciprocity v dosahování zájmů a poskytování výhod, naopak se klade důraz na hledisko solidarity. V důsledku toho se i v mezinárodních smlouvách stále více přechází se z hlediska výhodnosti pro smluvní strany na hledisko prospěšnosti pro širší celky, v případě multilaterálních smluv na hledisko globální. Smlouva dává regulaci cest spolupráce v prospěch jedinců i společnosti: úprava oblastí spolupráce, kde stát vychází ze skutečnosti veřejné prospěšnosti určitých aktivit církve, což je v některých konkordátních smlouvách explicitně vyjádřeno. Proto stát má na svém území větší reálnou moc, smluvně dává garanci možnosti a právních zásad působení církve a podílí se na něm nejen po stránce právních záruk, ale i po stránce konkrétních forem podpory včetně podpory finanční. Církev na druhé straně dává smluvní závazek působení v souladu se státem, zaměřený na jednotlivé specifikované státně důležité hodnoty.[zdroj?]

## Seznam konkordátů
Níže je uveden seznam konkordátů a obdobných smluv uzavřených se Svatým stolcem (převzat z anglické Wikipedie):
| Smluvní strana | Datum sjednání     | Vstup v účinnost  |
| --- | ------------------ | ----------------- |
| Svaté říše římské | 23. září 1122      |                   |
| Uherského království | 1161               |                   |
| Uherského království (podruhé) | 1169               |                   |
| Frankové Řecko | květen 1210        |                   |
| Norska | 1277               |                   |
| Portugalsko | 7. března 1289     |                   |
| Aragonská koruna, Kastilská koruna, Anglie, Francouzské království, Svatá říše římská, Neapolské království, Navarrské království, Portugalsko (podruhé), Skotsko, Sicilské království, Benátská republika | 21. března 1418    |                   |
| Francouzského království | 1426               |                   |
| Svaté říše římské (podruhé) | leden 1447         |                   |
| Francouzského království (podruhé) | září 1516          |                   |
| Mikmaq | 1610               |                   |
| Španělska | 1753               |                   |
| Francie (potřetí) | 15. července 1801  |                   |
| Italská republika | 16. září 1803      |                   |
| Francie (počtvrté) | 25. ledna 1813     |                   |
| Bavorsko | 5. června 1817     |                   |
| Francie (popáté) | 11. června 1817    |                   |
| Nizozemí | 16. září 1827      |                   |
| Ruské impérium | 3. srpna 1847      |                   |
| Španělsko (podruhé) | 16. března 1851    | 11. května 1851   |
| Kostarika | 7. října 1852      | prosinec 1852     |
| Guatemala | 1852               | 1854              |
| Rakousko | 18. srpna 1855     |                   |
| Salvador | duben 1862         |                   |
| Rusko | 23. prosince 1882  |                   |
| Portugalsko (potřetí) | 23. června 1886    |                   |
| Černohorské království | 18. srpna 1886     |                   |
| Kolumbie | 1887               |                   |
| Srbské království | 24. června 1914    | 20. března 1915   |
| Lotyšsko | 30. května 1922    | 3. listopadu 1922 |
| Polsko | 10. února 1925     | 2. července 1925  |
| Rumunsko | 10. května 1927    | 29. května 1929   |
| Litva | 27. září 1927      |                   |
| Kolumbie (podruhé) | 5. května 1928     |                   |
| Itálie | 11. února 1929     | 7. června 1929    |
| Pruský svobodný stát | 14. července 1929  |                   |
| Rakousko (podruhé) | 5. června 1933     |                   |
| Německo | 20. července 1933  |                   |
| Portugalsko (počtvrté) | 7. května 1940     |                   |
| Španělsko (potřetí) | 27. srpna 1953     | 27. října 1953    |
| Polsko | 28. července 1993  | 25. dubna 1998    |
| Izrael | 30. prosince 1993  | 10. března 1994   |
| Chorvatsko | 18. prosince 1996  | 30. prosince 1996 |
| Maďarsko (potřetí) | 20. června 1997    | 3. dubna 1998     |
| Izrael (podruhé) | 10. listopadu 1997 |                   |
| Chorvatsko (podruhé) | 9. října 1998      | 30. prosince 1998 |
| Stát Palestina | 15. února 2000     | 15. února 2000    |
| Lotyšsko (podruhé) | 8. listopadu 2000  | 25. října 2002    |
| Slovensko | 13. května 2004    | 9. července 2004  |
| Portugalsko (popáté) | 18. května 2004    |                   |
| Slovinsko | 28. května 2004    |                   |
| Bosna a Hercegovina | 19. dubna 2006     | 25. října 2007    |
| Brazílie | 13. listopadu 2008 |                   |
| Šlesvicko-Holštýnsko (spolková země Německa) | 12. ledna 2009     |                   |
| Stát Palestina (podruhé) | 26. června 2015    | 2. ledna 2016     |
| Demokratická republika Kongo | 20. května 2016    |                   |
| Středoafrická republika | 8. září 2016       |                   |
| Benin | 22. října 2016     |                   |